# Ambrosia (gastronomia)
L'ambrosia, anche conosciuta come ambrosia salad o ambrosia fruit salad, è una variante statunitense della macedonia di frutta.

## Caratteristiche e preparazione
Solitamente viene preparata utilizzando vari tipi di frutta fra cui ananas in composta, fette di mandarino o arancia, piccoli marshmallow e cocco. Alcune varianti dell'ambrosia contengono frutta secca, ciliegie al maraschino, banane, fragole e uva sbucciata. L'ambrosia può anche includere altri ingredienti caseari fra cui panna montata o acida, crema di formaggio, maionese, yogurt e/o ricotta. Per consentire agli aromi di fondersi, l'ambrosia viene refrigerata per alcune ore prima di essere servita.
Il dolce prende il nome dall'omonimo cibo degli dèi della mitologia greca.